# 체크 (체스)
체크(check)는 체스에서 킹을 제외한 다른 기물의 의해 적의 킹이 공격당했을 때 그 수를 일컫는 말이다. 기호는「+」이며 체크된 상태에서는 킹이 잡히지 않도록 반드시 대처해야 한다. 체크 상태에서 벗어날 수 없다면 체크메이트로 경기가 종료된다.

## 체크 피하기
적에게 체크당했다면 해당 플레이어는 반드시 체크를 피해야 하는 의무가 생긴다. 적으로부터 체크를 대처하는 방법은 다음 3가지이다.
1. 공격을 받고 있는 자신의 킹을 안전한 장소로 움직인다. 이때 안전한 장소란 상대 기물이 점령하고 있지 않은 칸을 의미한다. 체크 상태일 때는 캐슬링 할 수 없다.
2. 아군의 기물로 방어한다. 이때 방어로 사용된 기물은 체크를 할 때 사용된 기물이 움직이기 전까지 움직일 수 없으며 이를 체스에서는 핀 당하였다고 표현한다.
[
3. 현재 체크하고 있는 기물을 잡는다. 킹이나 자신의 기물로 상대가 체크에 이용한 기물을 잡는다. 두 기물이 동시에 킹을 체크한 상황에서는 사용할 수 없다.

## 체크의 종류 및 이용
체크는 공격 및 방어의 용도로 사용할 수 있다. 체크를 통해서 자신의 전술이나 전략을 이어나갈 수 있으며 또한 체크를 통해 상대의 전술이나 전략을 방어할 수도 있다.
몇 가지 특별한 유형의 체크도 있습니다:
- 디스커버드 체크. 디스커버드 체크는 상대 왕에 대한 디스커버드 공격이라는 점을 제외하면 다른 유형의 디스커버드 공격과 유사하다. 디스커버드 체크에서는 한 말이 다른 말의 공격 라인 밖으로 이동하여 다른 말(여왕, 룩 또는 비숍일 수 있다)이 상대방의 왕을 체크한다. 디스커버드한 체크는 이동한 말이 다른 말을 공격하거나 위협할 수 있기 때문에 그 자체로 전략이 될 수 있다. 상대는 다음 이동에서 디스커버드한 체크에서 벗어나야 하며, 이동한 다른 말의 공격도 막을 수 없다.

- 더블 체크. 더블 체크는 한 번의 이동으로 두 개의 말을 이용해 상대방의 왕을 체크하는 것을 말한다. 이것은 이동한 말이 왕을 공격하여 두 번째 말이 디스커버드한 체크로 체크를 주는 경우에 발생한다. 매우 드물기는 하지만 앙파상 점령으로 두 개의 공격 라인이 동시에 열릴 때도 발생할 수 있다. 더블 체크는 한 번의 움직임으로 두 개의 체크 말 중 하나를 점령하거나 막을 수 없기 때문에 두 개의 체크 말 중 하나를 점령하는 것(왕이 직접 점령하지 않는 한)으로 막을 수도 없고, 기물 하나를 잡음으로서 해결할 수도 없다. 따라서 더블 체크를 하면 왕은 강제로 이동을 해야 한다. 체스 표기법에서는 더블 체크 이동을 일반적인 "+" 대신에 "++"로 표기하기도 하지만, "++"는 "#"와 함께 체크메이트를 나타내는 데 사용되기도 한다.[3]
- 크로스 체크. 체크에 체크로 답하는 경우, 특히 두 번째 체크가 첫 번째 체크를 막는 말에서 시작되는 경우를 크로스 체크라고 한다. 사실 '크로스 체크메이트'도 같은 방식으로(즉, 체크에 체크메이트가 답하는 것) 가능하지만, 이러한 용어는 일반적으로 사용되지 않으므로 크로스 체크라고 부른다.

## 같이 보기
- 장군

1. ↑  단 나이트 체크는 이 방법으로는 해결할 수 없다. 나이트의 공격방식은 기물을 뛰어넘기 때문이다.
2. ↑  “FIDE Laws of Chess taking effect from 1 January 2018”. 《FIDE》. 2020년 7월 12일에 확인함.
3. ↑  C.13 in Appendix C. Algebraic Notation in FIDE Laws of Chess[2]